# Телимеле
Телимеле (на френски: Télimélé) е град в Западна Гвинея, регион Киндия. Административен център на префектура Телимеле. Населението на града през 2014 година е 23 806 души.